# جيهان إبراهيم
جيهان إبراهيم (تعرف أيضًا باسم جيجي إبراهيم) صحفية مصرية، واشتراكية ثورية، وناشطة. خلال الثورة المصرية عام 2011، استخدمت موقع تويتر للإبلاغ عن أحداث الاحتجاجات. أصبحت وجهًا للمظاهرات وخصوصا ثورة 25 يناير في مصر في كثير من وسائل الإعلام الغربية، ولكن نادرًا ما تذكر آراءها السياسية. واصلت الاحتجاج واستخدام تويتر كمنصة بعد أحداث عام 2013، وأسست لاحقًا شركة لتصنيع الأحذية في القاهرة.

## النشأة والتعليم
ولدت جيهان إبراهيم في لونج بيتش بكاليفورنيا لأبوين مصريين. عندما كانت تبلغ من العمر عامًا واحدا، عادت العائلة إلى مصر. بعد وفاة والدتها، نقل والدها الأسرة مجددا إلى كاليفورنيا عندما كانت في الرابعة عشرة من عمرها. تخرجت جيجي من مدرسة كورنيليا كونيلي الثانوية في عام 2005، ثم التحقت بكلية أورانج كوست في أنهايم، كاليفورنيا قبل أن تنتقل إلى الجامعة الأمريكية في القاهرة في عام 2008، وتخرجت منها في عام 2010 بدرجة البكالوريوس في العلوم السياسية.

## الانخراط في السياسة المصرية

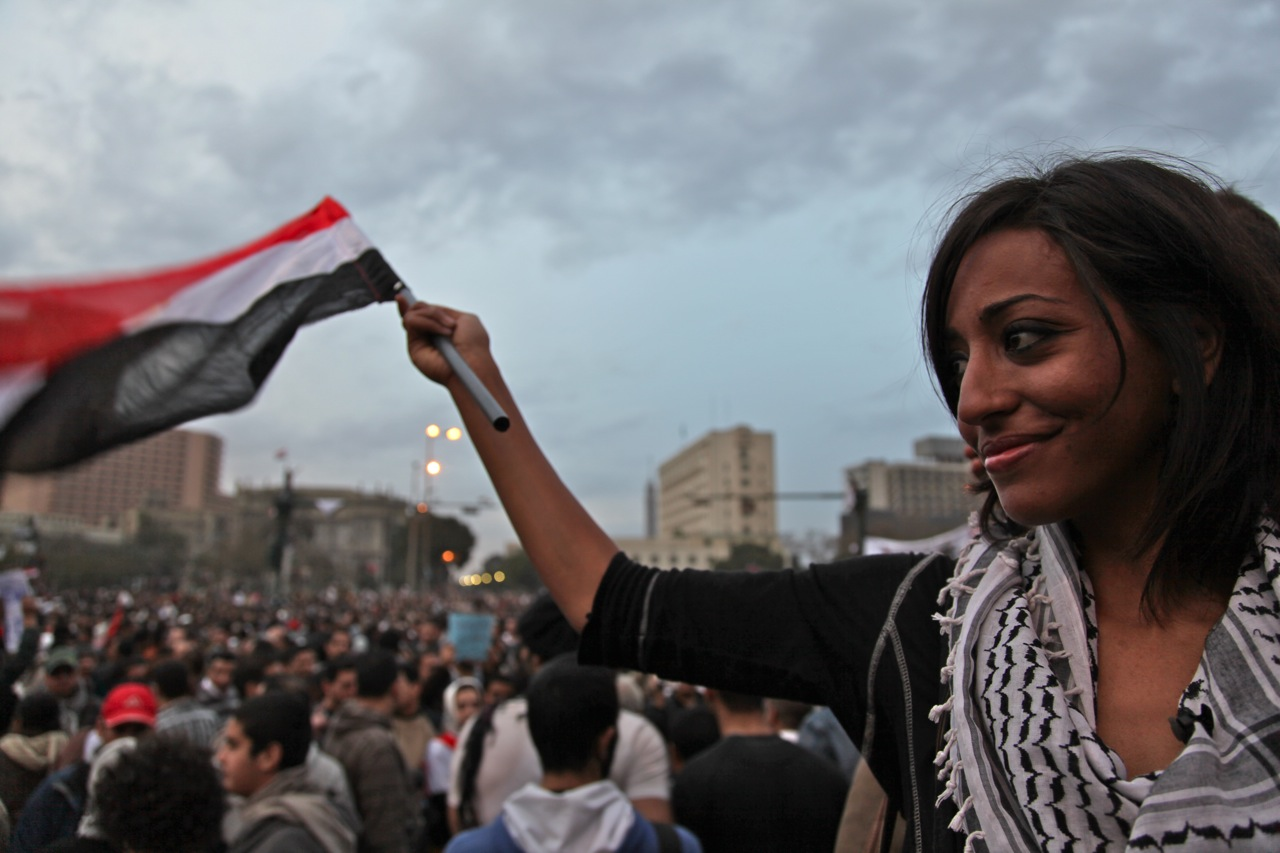
جيهان إبراهيم في مظاهرة في فبراير 2011

جيجي عضوة في حزب الاشتراكيين الثوريين. قالت للجزيرة إن نشاطها السياسي بدأ عندما تحدثت إلى بعض الأشخاص المنخرطين في الحركة العمالية، وأن عائلتها كانت غير راضية عن ذهابها إلى الاحتجاجات. انخرطت في الثورة المصرية عام 2011 كمنظمة للمظاهرات والفعاليات، مستخدمة وسائل التواصل الاجتماعي بما في ذلك تويتر أثناء حضور الاحتجاجات «لنشر معلومات دقيقة ورسم صورة على الأرض للأشخاص غير الحاضرين» على حد تعبيرها. كما ساعدت تغريداتها في توثيق الاعتقالات وعنف الدولة بإرسال لمعلومات لمجموعات حقوق الإنسان. في أكتوبر / تشرين الأول 2011، قالت أنها تعرضت للاعتقال لفترة وجيزة أثناء تصوير إضراب عمال النقل العام في القاهرة، وأفرج عنها بعد موافقتها على حذف لقطاتها.
بحلول شتاء 2012، صار لجيجي أكثر من 30 ألف متابع على تويتر، وكانت ناشطة في الاحتجاجات ضد المجلس الأعلى للقوات المسلحة.
في يوليو 2013، اختار العديد من المتظاهرين المغادرة بعد أحداث عام 2013، لكن جيجي كانت من بين القليلين الذين استمروا في التظاهر والنشاط السياسي. في أغسطس 2013، كانت جزءًا من مجموعة سمت نفسها الميدان الثالث، والتي اجتمعت في ميدان أبو الهول بالجيزة للاحتجاج على كل من الحكومة العسكرية والإخوان المسلمين.
بعد أحداث يوليو 2013، هاجر زوج إبراهيم «لأنه أراد أن يظل صحفيًا»، بينما أسست جيجي شركة لتصنيع الأحذية في القاهرة. في يناير 2021، أخبرت مجلة جون أفريك أنه «من الخطر الاحتجاج وأن تكون صحفية لا تعمل لصالح النظام»، وقالت أن «الاحتجاج يتم الآن سرا.»

## في الإعلام الغربي
أصبحت جيهان إبراهيم وجهًا للأحداث في مصر للعديد من وسائل الإعلام الغربية، حيث وصفتها جودي وودروف بأنها «رمز الانتفاضة» على برنامج PBS NewsHour. في برنامج ذا ديلي شو، أخبرت جون ستيوارت أنها انضمت في البداية إلى الاحتجاجات بسبب فصل دراسي أخذته في الجامعة الأمريكية في القاهرة بعنوان «التعبئة الاجتماعية في ظل الأنظمة السلطوية». ظهرت على غلاف عدد 28 فبراير 2011 من مجلة تايم، وانتقدت لاحقًا المقالة ذات الصلة في هذا العدد بقولها إن الغرب «يحتاج إلى الاعتقاد بأننا لم يكن بإمكاننا [جعل الثورة ممكنة] بدون ألعابهم الرقمية (وتعني وسائل التواصل الاجتماعي).»
على الرغم من ذلك، نادرًا ما تم ذكر آرائها السياسية في وسائل الإعلام الغربية. درست حلقة فرونت لاين في فبراير 2011 بعنوان «ثورة جيجي» علاقتها بعائلتها المصرية النخبوية و«محاولاتها لإقناع عائلتها بعدالة قضيتها».

## بيبلوغرافيا
- Smet، Brecht De (2015). A Dialectical Pedagogy of Revolt: Gramsci, Vygotsky, and the Egyptian Revolution. Boston: دار بريل للنشر. ISBN:978-90-04-26266-9. OCLC:900277006.{{استشهاد بكتاب}}:  صيانة الاستشهاد: التاريخ والسنة (link)